# Campionati italiani invernali di nuoto 2007
I 10. Campionati italiani invernali di nuoto si sono svolti a Riccione tra il 18 e il 22 dicembre 2007. Erano validi come qualificazione per gli Europei di Eindhoven.

## Podi

### Uomini
| Evento       | Oro                  | Tempo         | Argento               | Tempo    | Bronzo                        | 'Tempo      |
| Stile libero |                      |               |                       |          |                               |             |
| 50 m         | Alessandro Calvi     | 22.75         | Alessandro Chinellato | 22.87    | Federico Bocchia              | 22.91       |
| 100 m        | Filippo Magnini      | 48.72         | Christian Galenda     | 50.01    | Alessandro Calvi              | 50.03       |
| 200 m        | Marco Belotti        | 1'49.46       | Emiliano Brembilla    | 1'49.65  | Massimiliano Rosolino         | 1'49.87     |
| 400 m        | Samuel Pizzetti      | 3'49.99       | Emiliano Brembilla    | 3'50.06  | Federico Colbertaldo          | 3'50.47     |
| 800 m        | Samuel Pizzetti      | 7'56.09       | Luca Baggio           | 7'59.99  | Francesco Zuccaro             | 8'02.43     |
| 1500 m       | Federico Colbertaldo | 15'03.83      | Samuel Pizzetti       | 15'05.55 | Francesco Zuccaro             | 15'20.92    |
| Dorso        |                      |               |                       |          |                               |             |
| 50 m         | Mirco Di Tora        | 25.64         | Enrico Catalano       | 26.02    | Marco Malinverno Niccolò Beni | 26.50       |
| 100 m        | Mirco Di Tora        | 55.01         | Enrico Catalano       | 55.03    | Damiano Lestingi              | 55.12 - RIC |
| 200 m        | Damiano Lestingi     | 1'59.36 - RIC | Mattia Aversa         | 2'00.72  | Mirco Di Tora                 | 2'01.10     |
| Rana         |                      |               |                       |          |                               |             |
| 50 m         | Alessandro Terrin    | 27.91         | Riccardo Bartoli      | 28.35    | Marco Sommaripa               | 28.44       |
| 100 m        | Loris Facci          | 1'01.84       | Alessandro Terrin     | 1'01.87  | Riccardo Bartoli              | 1'01.96     |
| 200 m        | Loris Facci          | 2'14.07       | Luca Pizzini          | 2'14.61  | Michele Vancini               | 2'15.29     |
| Farfalla     |                      |               |                       |          |                               |             |
| 50 m         | Mattia Nalesso       | 24.17         | Simone Corbò          | 24.55    | Rudy Goldin                   | 24.57       |
| 100 m        | Paolo Villa          | 54.22         | Matteo Casenghi       | 54.36    | Michele Cosentino             | 54.37       |
| 200 m        | Michele Cosentino    | 1'57.72       | Niccolò Beni          | 1'58.63  | Paolo Villa                   | 1'59.17     |
| Misti        |                      |               |                       |          |                               |             |
| 200 m        | Nicola Febbraro      | 2'02.05       | Massimiliano Rosolino | 2'02.28  | Vanni Mangoni                 | 2'02.38     |
| 400 m        | Luca Marin           | 4'18.59       | Vanni Mangoni         | 4'19.49  | Niccolò Florenzano            | 4'24.62     |

### Donne
| Evento       | Oro                 | Tempo         | Argento                             | Tempo    | Bronzo                      | 'Tempo        |
| Stile libero |                     |               |                                     |          |                             |               |
| 50 m         | Cristina Chiuso     | 25.66         | Silvia Copetta                      | 26.14    | Gigliola Tecchio            | 26.16         |
| 100 m        | Erika Ferraioli     | 56.35         | Maria Laura Simonetto Silvia Florio | 56.41    |                             |               |
| 200 m        | Federica Pellegrini | 1'57.26       | Renata Spagnolo                     | 2'00.81  | Francesca Segat             | 2'01.42       |
| 400 m        | Federica Pellegrini | 4'08.30       | Roberta Ioppi                       | 4'14.48  | Giulia Bolgiani             | 4'15.74       |
| 800 m        | Irene De Biasi      | 8'41.95       | Rachele Bruni                       | 8'42.74  | Roberta Ioppi               | 8'47.49       |
| 1500 m       | Rachele Bruni       | 16'28.31 - RI | Martina Grimaldi                    | 16'36.62 | Irene De Biasi              | 16'46.15      |
| Dorso        |                     |               |                                     |          |                             |               |
| 50 m         | Elena Gemo          | 29.57         | Elisa Apostoli                      | 29.74    | Alice Parisi                | 30.12         |
| 100 m        | Elena Gemo          | 1'02.75       | Romina Armellini                    | 1'01.61  | Elisa Apostoli              | 1'03.53       |
| 200 m        | Alessia Filippi     | 2'10.50       | Romina Armellini                    | 2'13.46  | Valentina D’Intino          | 2'15.27       |
| Rana         |                     |               |                                     |          |                             |               |
| 50 m         | Chiara Boggiatto    | 32.07         | Roberta Panara                      | 32.27    | Ombretta Plos               | 32.62         |
| 100 m        | Chiara Boggiatto    | 1'08.66       | Ombretta Plos                       | 1'10.75  | Pamela Gabrieli             | 1'11.36 - RIR |
| 200 m        | Chiara Boggiatto    | 2'29.55       | Ombretta Plos                       | 2'32.47  | Irene Bonora                | 2'32.84       |
| Farfalla     |                     |               |                                     |          |                             |               |
| 50 m         | Cristina Maccagnola | 27.14         | Chiara Mazzoni                      | 27.40    | Elena Gemo Silvia Di Pietro | 27.47         |
| 100 m        | Francesca Segat     | 59.94         | Elena Gemo                          | 1'00.58  | Silvia Di Pietro            | 1'00.59       |
| 200 m        | Caterina Giacchetti | 2'09.60       | Francesca Segat                     | 2'10.28  | Emanuela Albenzi            | 2'12.57       |
| Misti        |                     |               |                                     |          |                             |               |
| 200 m        | Alessia Filippi     | 2'13.84       | Livia Travaglini                    | 2'16.91  | Francesca Aceto             | 2'19.07       |
| 400 m        | Alessia Filippi     | 4'42.20       | Martina Grimaldi                    | 4'50.72  | Francesca Aceto             | 4'51.81       |